# Muraltia alba
Muraltia alba là một loài thực vật có hoa trong họ Polygalaceae. Loài này được Levyns mô tả khoa học đầu tiên năm 1954.